# Puccinia irregularis
Puccinia irregularis ist eine Ständerpilzart aus der Ordnung der Rostpilze (Pucciniales). Der Pilz ist ein Endoparasit der Korbblütlergattung Verbesina. Symptome des Befalls durch die Art sind Rostflecken und Pusteln auf den Blattoberflächen der Wirtspflanzen. Sie ist in Süd- und Mittelamerika verbreitet.

## Merkmale

### Makroskopische Merkmale
Puccinia irregularis ist mit bloßem Auge nur anhand der auf der Oberfläche des Wirtes hervortretenden Sporenlager zu erkennen. Sie wachsen in Nestern, die als gelbliche bis braune Flecken und Pusteln auf den Blattoberflächen erscheinen.

### Mikroskopische Merkmale
Das Myzel von Puccinia irregularis wächst wie bei allen Puccinia-Arten interzellulär und bildet Saugfäden, die in das Speichergewebe des Wirtes wachsen. Ihre Spermogonien und Aecien sind unbekannt. Die blattunterseitig wachsenden Uredien des Pilzes sind hell zimtbraun. Ihre zimtbraunen Uredosporen sind 24–29 × 20–24 µm groß, zumeist eiförmig bis ellipsoid und stachelwarzig. Die blattunterseitig wachsenden Telien der Art sind schwarzbraun und spät unbedeckt. Die klar kastanienbraunen Teliosporen sind zweizellig, in der Regel lang eiförmig und 40–53 × 22–29 µm groß. Ihre Stiele sind golden und bis zu 70 µm lang.

## Verbreitung
Das bekannte Verbreitungsgebiet von Puccinia irregularis reicht von Südamerika bis ins zentrale Mexiko und Vereinigte Staaten.

## Ökologie
Die Wirtspflanzen von Puccinia irregularis sind verschiedene Verbesina-Arten. Der Pilz ernährt sich von den im Speichergewebe der Pflanzen vorhandenen Nährstoffen, seine Sporenlager brechen später durch die Blattoberfläche und setzen Sporen frei. Die Art durchläuft einen Entwicklungszyklus, von dem bislang nur Telien und Uredien sowie deren Wirt bekannt sind; Spermogonien und Aecien konnten ihr nicht zugewiesen werden.